# MuseoPassiria
Il MuseoPassiria (MuseumPasseier in tedesco) è un museo storico che ha sede a San Leonardo in Passiria (BZ).
Ha una sede principale, al Sandhof, l'osteria di Andreas Hofer, e tre sedi distaccate.

## La sede principale

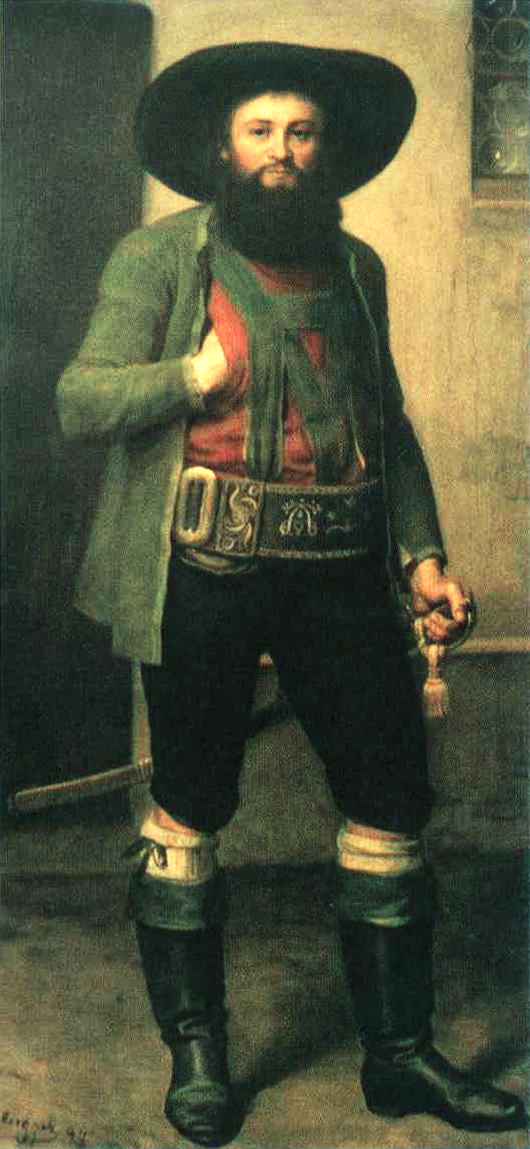
Ritratto di Andreas Hofer

La sede principale è divisa in tre parti.

### Area Andreas Hofer
La parte maggiore è dedicata alla figura del "padrone di casa", Andreas Hofer, l'eroe tirolese che scacciò le truppe napoleoniche dal Tirolo. È stata ricavata in quelle che furono le stalle. Vi sono raccolti oggetti personali di Hofer, scritti originali, ma anche armi dell'epoca, bandiere del corpo degli Schützen e oggetti d'arte ispirati allo stesso Hofer.

### Area Usi e Costumi
La Val Passiria è stata un territorio fondamentalmente contadino fino ad anni recenti. In quest'area sono raccolti gli strumenti tipici del lavoro nei campi e gli oggetti della tradizione, provenienti dal vecchio Museo delle Tradizioni che si trovava a San Martino in Passiria.

### Museo all'aperto
Nella parte all'aperto è stato ricostruito un maso altoatesino con - oltre alle abitazioni - tutti i laboratori dell'artigianato tipico, dalla fucina del fabbro al forno.

## Le sedi distaccate

### Il cimitero dei francesi
I soldati francesi sconfitti sul colle Bergisel dalle truppe comandate da Hofer, si ritirarono valicando il passo Giovo. Gli abitanti opposero resistenza e gli scontri durarono dal 17 al 22 novembre 1809. I 230 francesi caduti (con 22 passiriesi) furono seppelliti in questo cimitero a loro dedicato.

### Malga Pfistrad
Si tratta di quella che con tutta probabilità è la più antica costruzione in legno in Alto Adige. È un vero "museo vivente": la malga è in attività e quindi si può fare esperienza "dal vivo" delle attività di alpeggio. Si trova a 1350 metri sul livello del mare.